# Lương Thế Huy
Lương Thế Huy   (Đông Lâm, 31 d'octubre de 1988) és un jurista i activista pels drets LGBT vietnamita.
El maig de 2021, es va presentar en les eleccions a l'Assemblea Nacional del Vietnam, però no va resultar elegit tot i ser un dels candidats independents més destacats a Hanoi.